# Collinstown

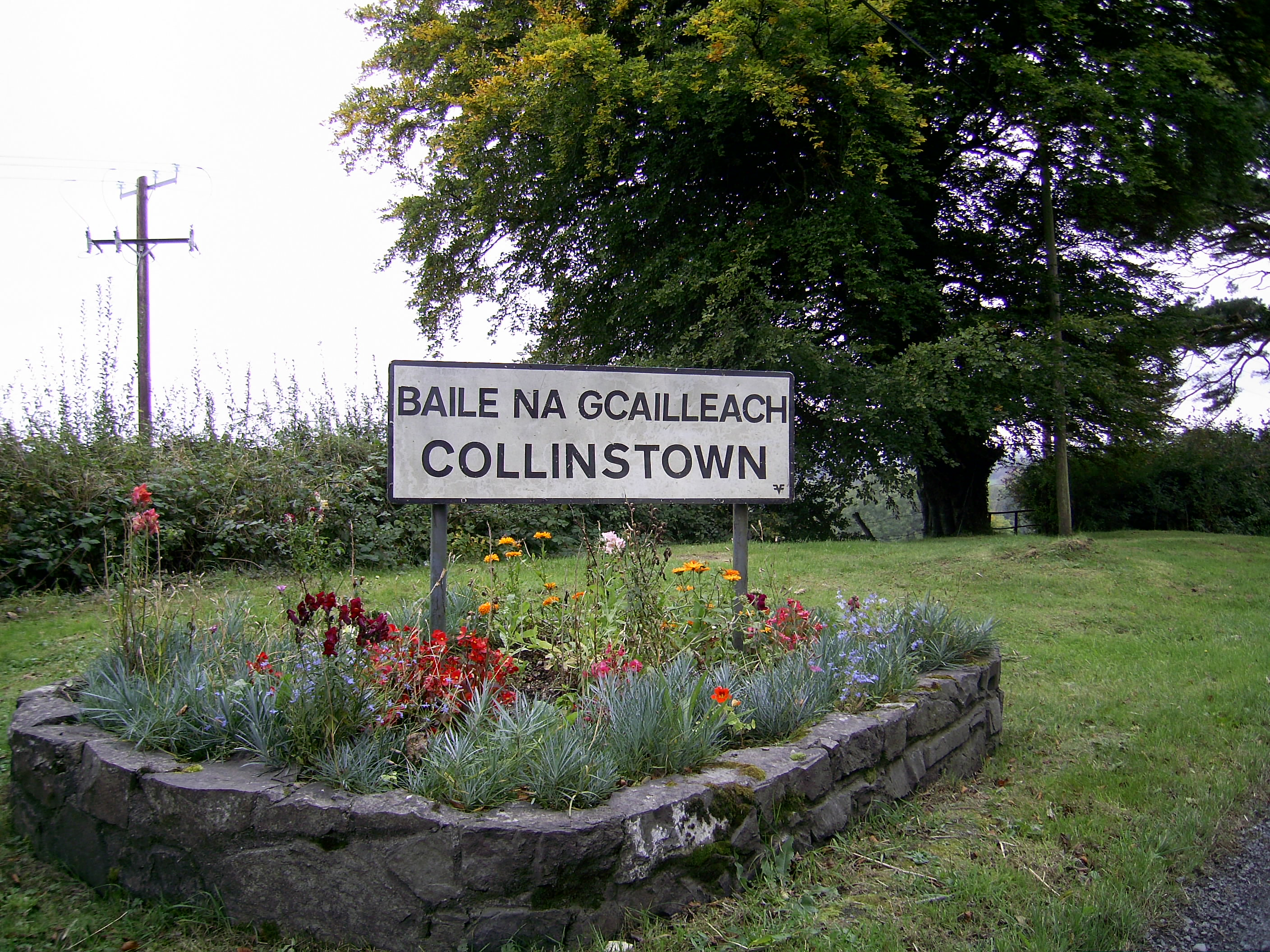
Baile na gCailleach

Collinstown, ou Baile na gCailleach est un village au nord du comté de Westmeath (Iar Mhí), à environ 18 kilomètres au nord-est de la ville la plus proche, Mullingar. 
"Collinstown", en français, signifie la ville des femmes voilées, la ville des sœurs religieuses; en gaélique, "Baile na gCailleach". 
L'ancien nom irlandais de ce village signifie la ville des femmes voilées. Autrefois, il fut appelé, irrespectueusement, la ville des sorcières car par le passé, un couvent de sœurs religieuses avait été construit à proximité sur l'île appelée Nuns Island sur Lough Lene.
Collinstown (paroisse de Sainte-Marie) fut aussi connue par le passé sous le nom de Maypole, et aujourd'hui, il ne reste plus que le Maypole bar possédant encore le nom Maypole. Le village compte 700 habitants.

## Intérêts historiques
Avant l'arrivée des Normands à Mullingar en 1227, Collinstown fut un secteur bien habité durant l'époque pré-chrétienne, comme en témoigne la présence d'une multitude de Ringforts, notamment à Randoon, et à Ranaghan, envahie aujourd'hui par la végétation. 
Les Ringforts peuvent être visités sur les hauteurs autour du lac Lough Lene. Le secteur se vante également des cimetières préhistoriques de l'époque de saint Colman, et des antiquités chrétiennes  mass path 'des chemins ruraux' qui ont permis aux pèlerins de voyager à pied d'un lieu à l'autre en traversant les champs.
Ces reliques historiques sont clairement indiquées sur les cartes No. 41 et 42 d'enquête d'ordonnance de l'Irlande (OSI, équivalent irlandais de l'IGN).
À l'ouest de Collinstown, dans la région de Ranaghan, et au sud-ouest du lac Lough Lene, demeurent aujourd'hui les différents ringforts. On attribue au tyran viking Turgesius la forteresse de Randoon. Des hauteurs, elles donnent sur le lac et donc étaient faciles à défendre. La légende dit que Turgesius y a demeuré avant d'être tué par Melaghlin ou (Malachy) le seigneur local de Meath /Westmeath. Un de ces forts porte encore son nom : Turgesius island, la plus grande île du Lough Lene. 
Les autres sont l'île du Château  (Castle Island) et l'île des Sœurs (Nuns  Island). 
Collinstown a également des liens historiques étroits avec les sœurs d'un ordre religieux (Baile na gCailleach en irlandais), associé au couvent des sœurs sur l'île, et avec saint Taurin, saint Fechin et les moines de l'abbaye de Fore, venus d'Évreux, lien à abbaye de Fore. 

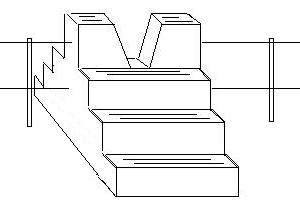
Stile en bois, en béton, ou en pierre pour traverser des clôtures
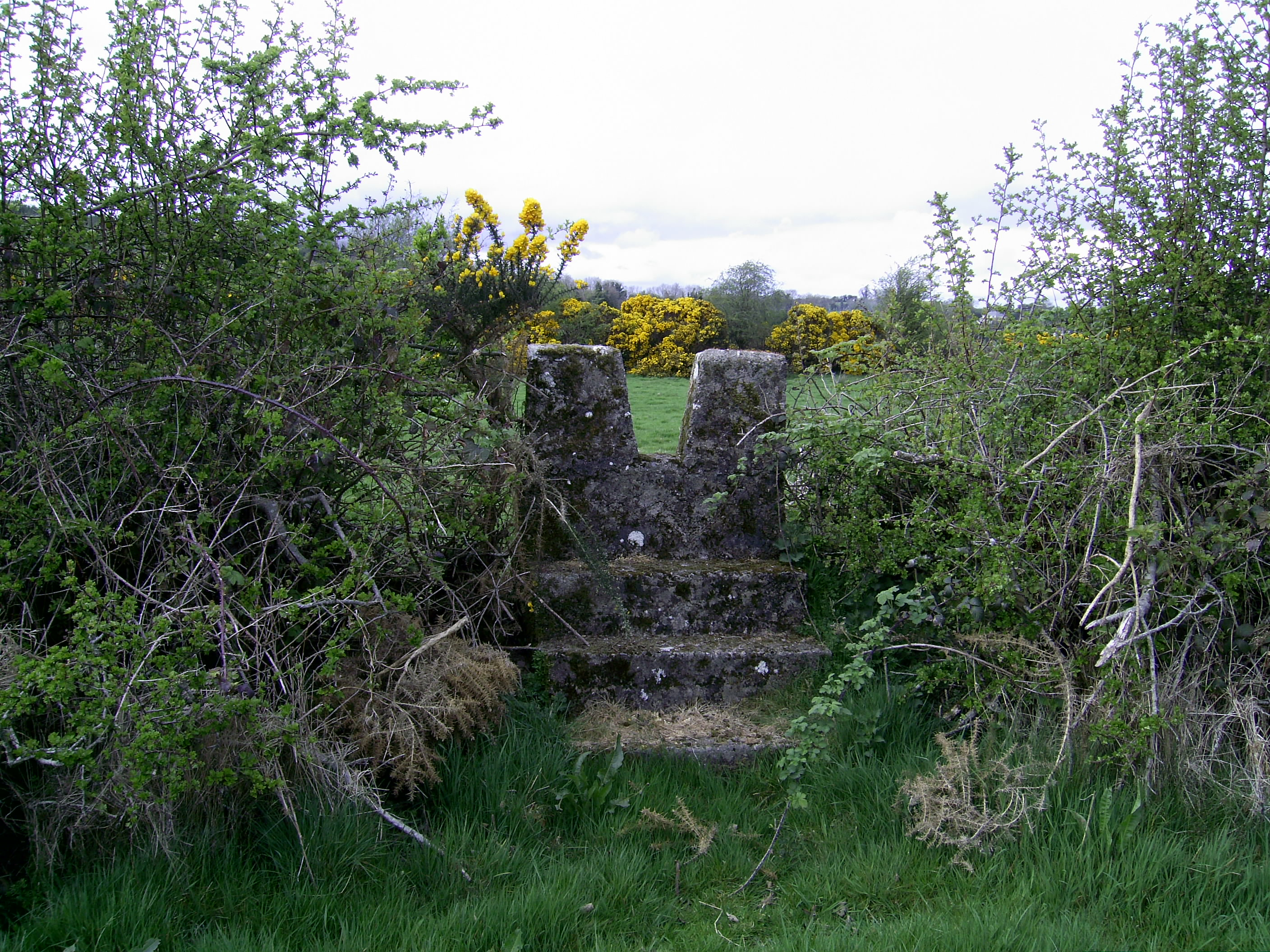
Stile en béton, (v1) chemin de la messe, Ranaghan, Collinstown
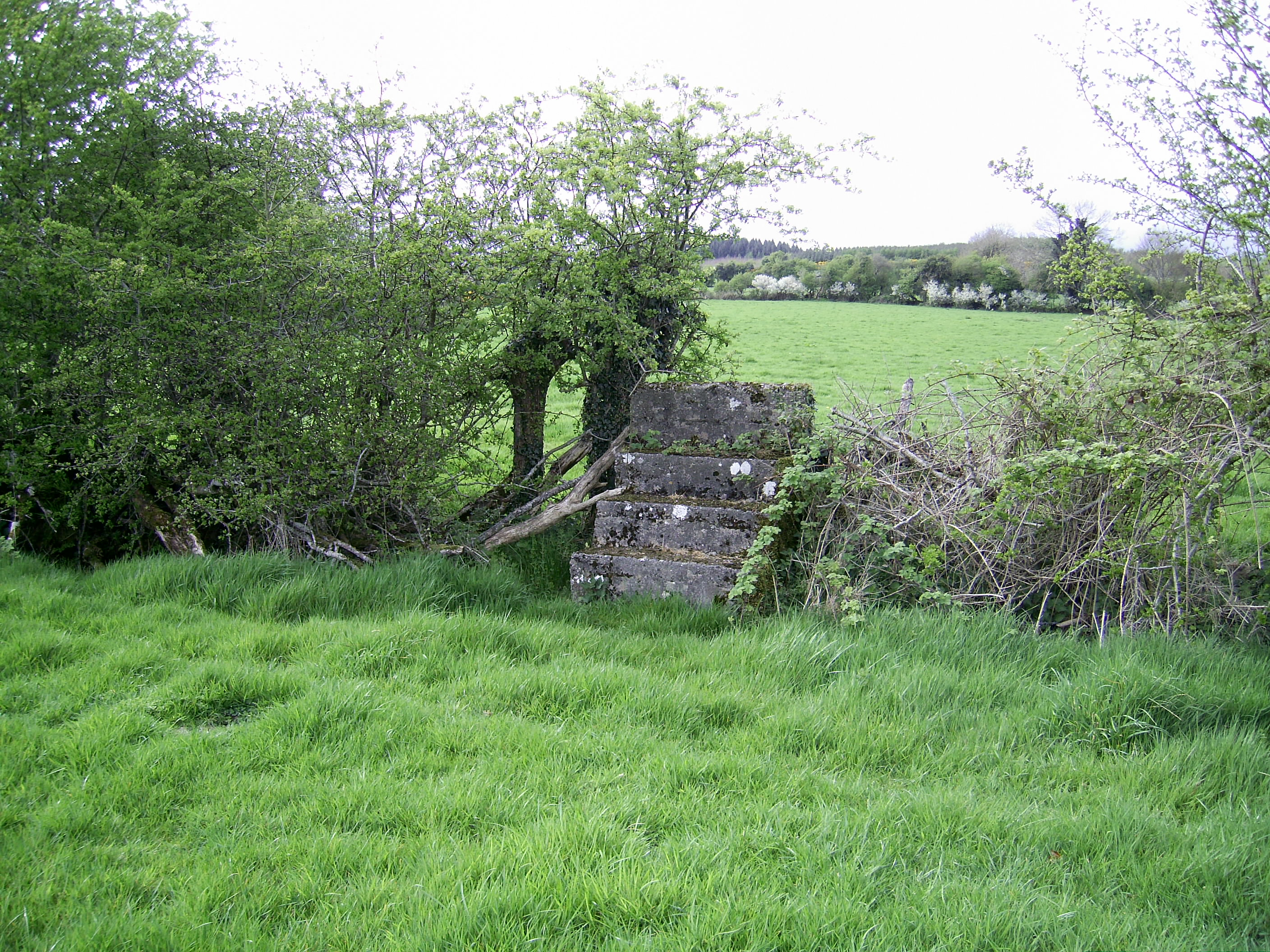
Stile en béton, (v-2) chemin de la messe, Ranaghan, Collinstown
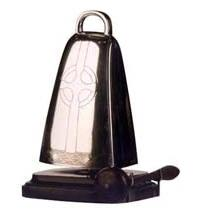
La cloche de Lough Lene
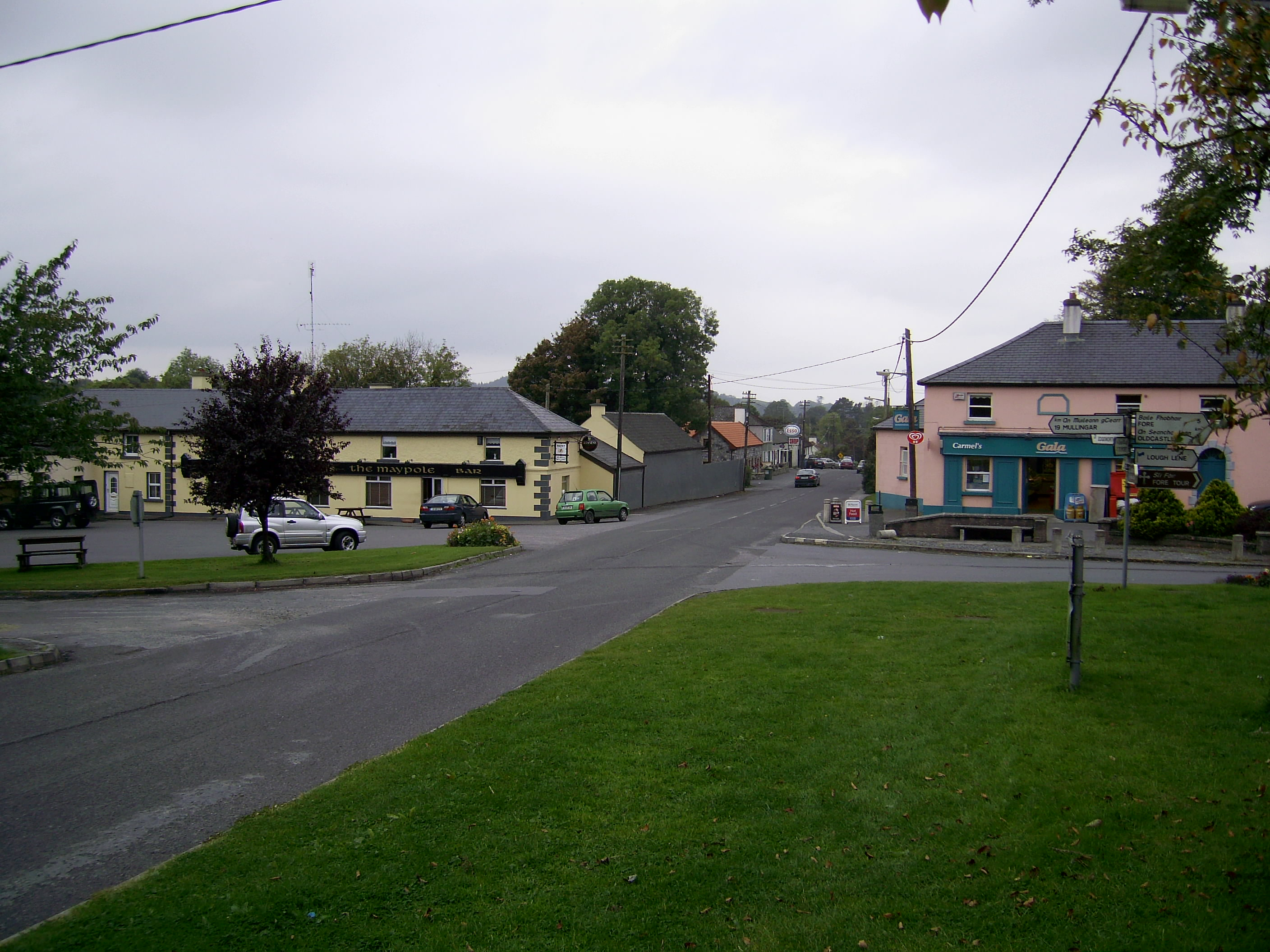
Le centre
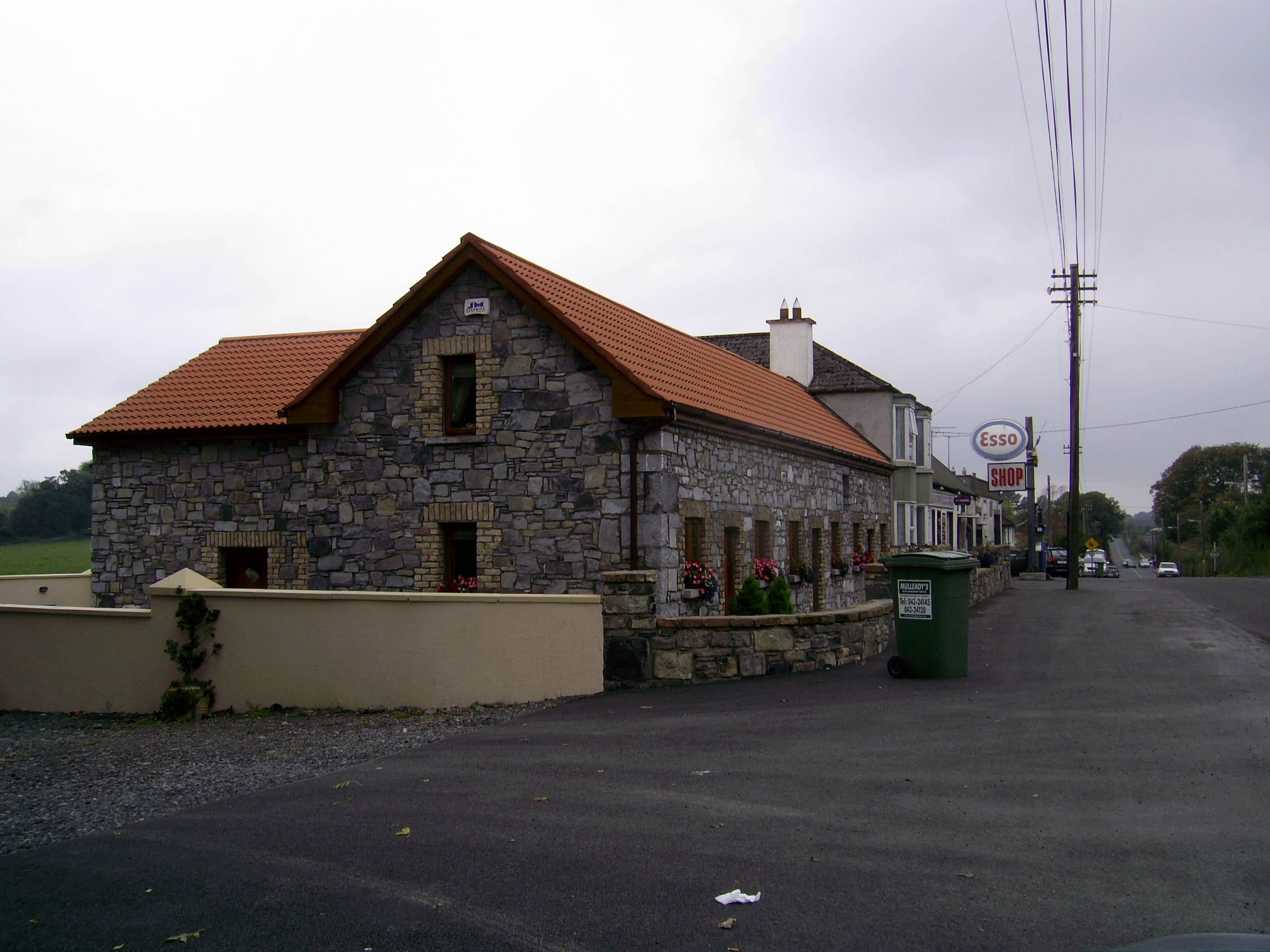
Bâtiment historique
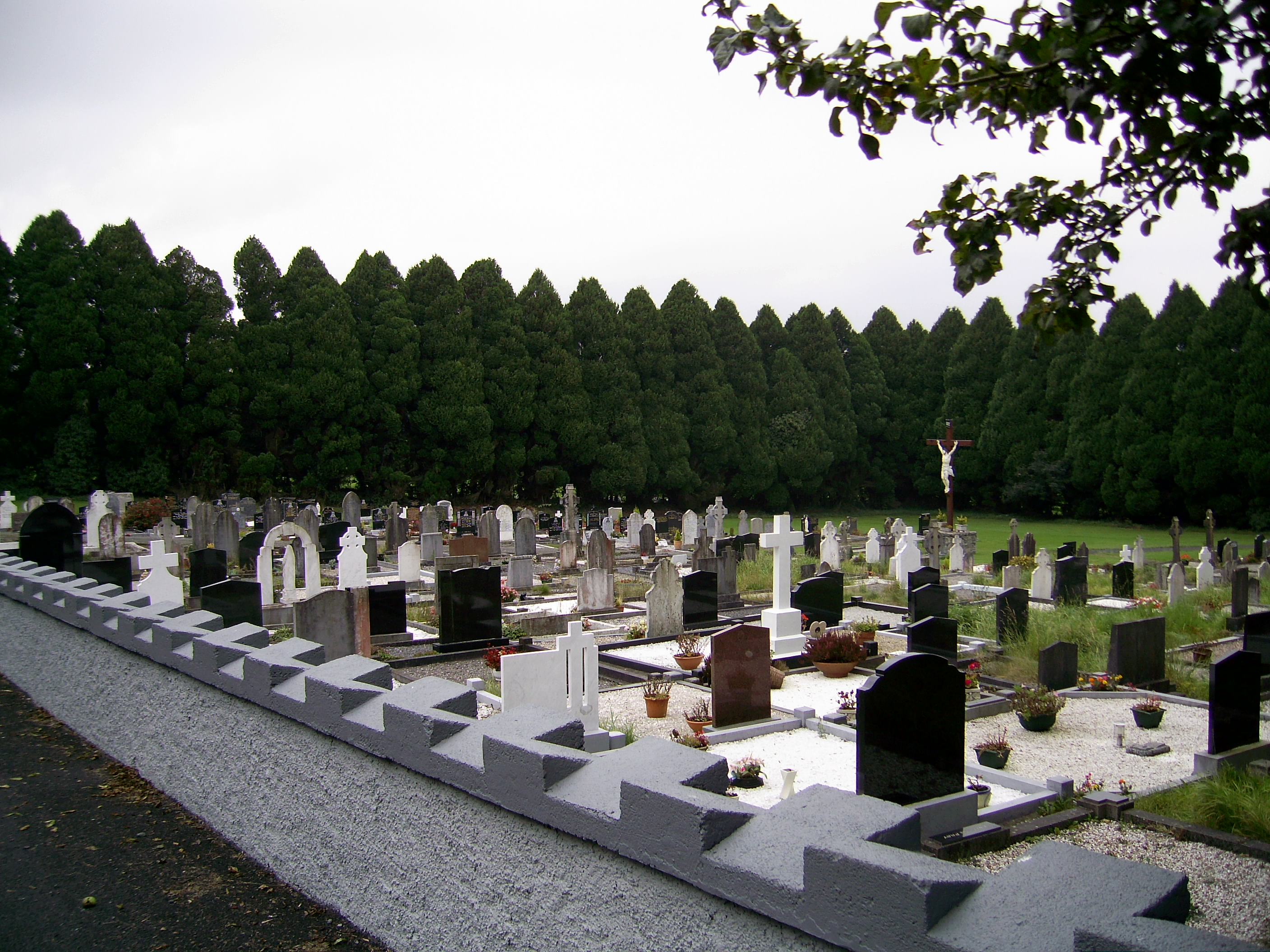
le cimetière
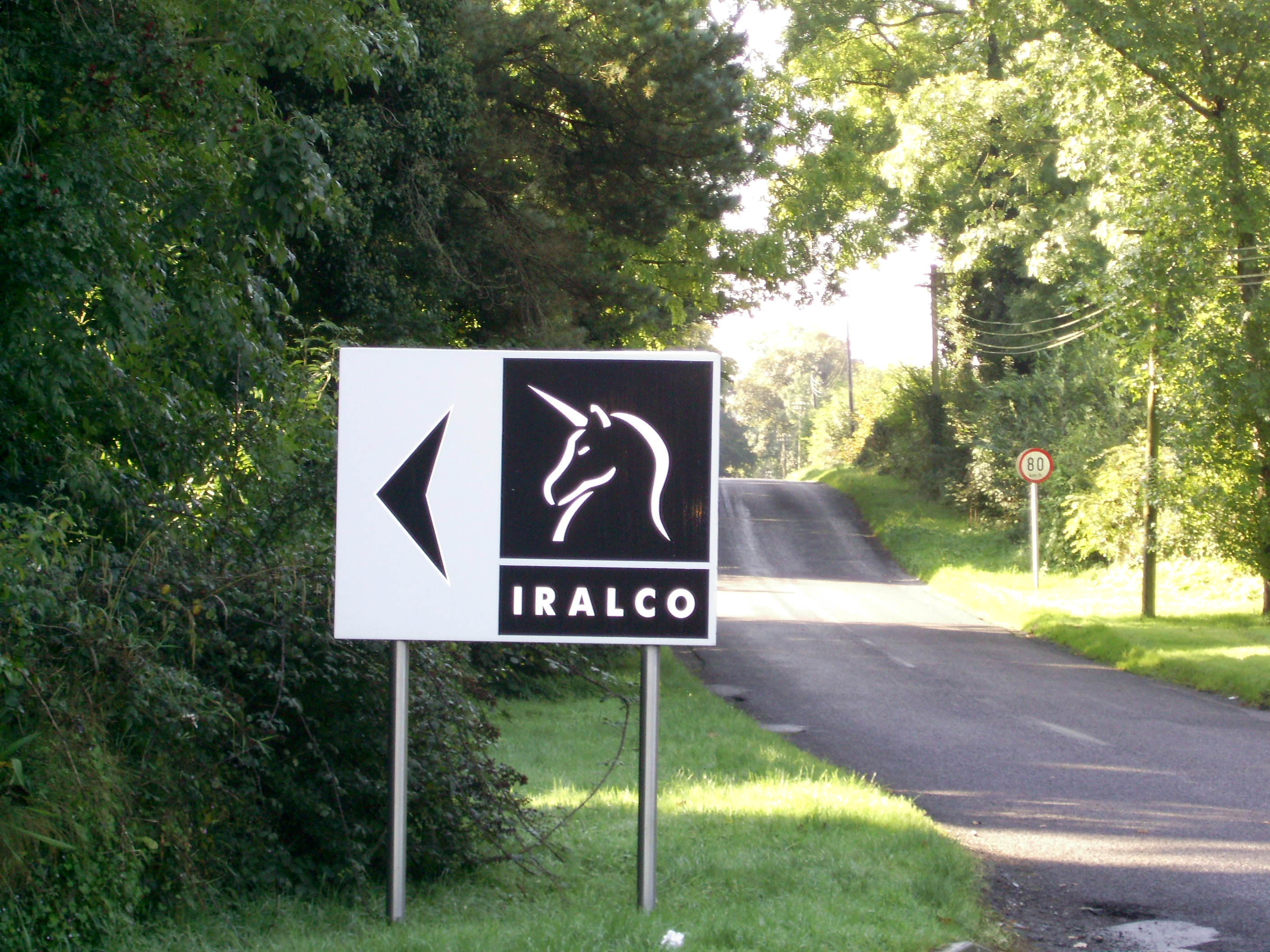
IRALCO Collinstown

Les ringforts mentionnés ci-dessus et des structures protégées enregistrées sont identifiés par des petits cercles en turquoise ci-après: 
Au siècle dernier, le domaine de Barbavilla a fourni de l'emploi dans les alentours, ce qui a permis la construction de logements pour les employés, des bâtiments de ferme et des logements animaux en pierre, partout dans les voisinages immédiats de Barbavilla, autour de Collinstown. Ces maisons en pierre, la vieille école et les bâtiments de ferme sont protégés par des lois locales d'héritage. Ces bâtiments en pierre sont encore visibles aujourd'hui. 
Le dispositif notable de ces bâtiments en pierre sont en tuile cuites. (faite de l'argile locale   colorée rouge). Elles étaient fabriquées dans le domaine de Barbavilla pour tous les bâtiments construits. Certains de ces bâtiments restent identifiables par des cercles en mousse verte (voir le lien web ci-dessus). 
Barbavilla était une fois la maison d'un seigneur anglais, M. Smythe, un ancien propriétaire anglais. Aujourd'hui, le domaine et sa maison sont devenus un complexe industriel allemand de fabrication de pièces automobiles. 
La paroisse jumelée avec Collinstown se nomme la paroisse de Saint-Fechin, c'est le village de Fore. Elle  possède  un intérêt historique, et a su assurer la suite de la cellule  de saint Colman, sud-est de Lough Lene, et l'évangélisation dans  les alentours. Ce monastère bénédictin ancien fut un centre d'étude européen entre le VIIe siècle et le Xe siècle. L'ancien village, à côté de la ruine de l'abbaye bénédictine de Fore est situé au nord de Westmeath, nord de Lough Lene.

## Environnement
Le drapeau bleu a été octroyé régulièrement au lac en raison de l'engagement des communautés agricoles autour de Lough Lene afin de préserver ses ressources naturelles pour les poissons et la faune. 
Malheureusement, des vandales ont détérioré l'emplacement, et c'est avec regret qu'il n'a pas obtenu le drapeau bleu si prisé en 2006.

## Activités sportives
Les activités sont: 

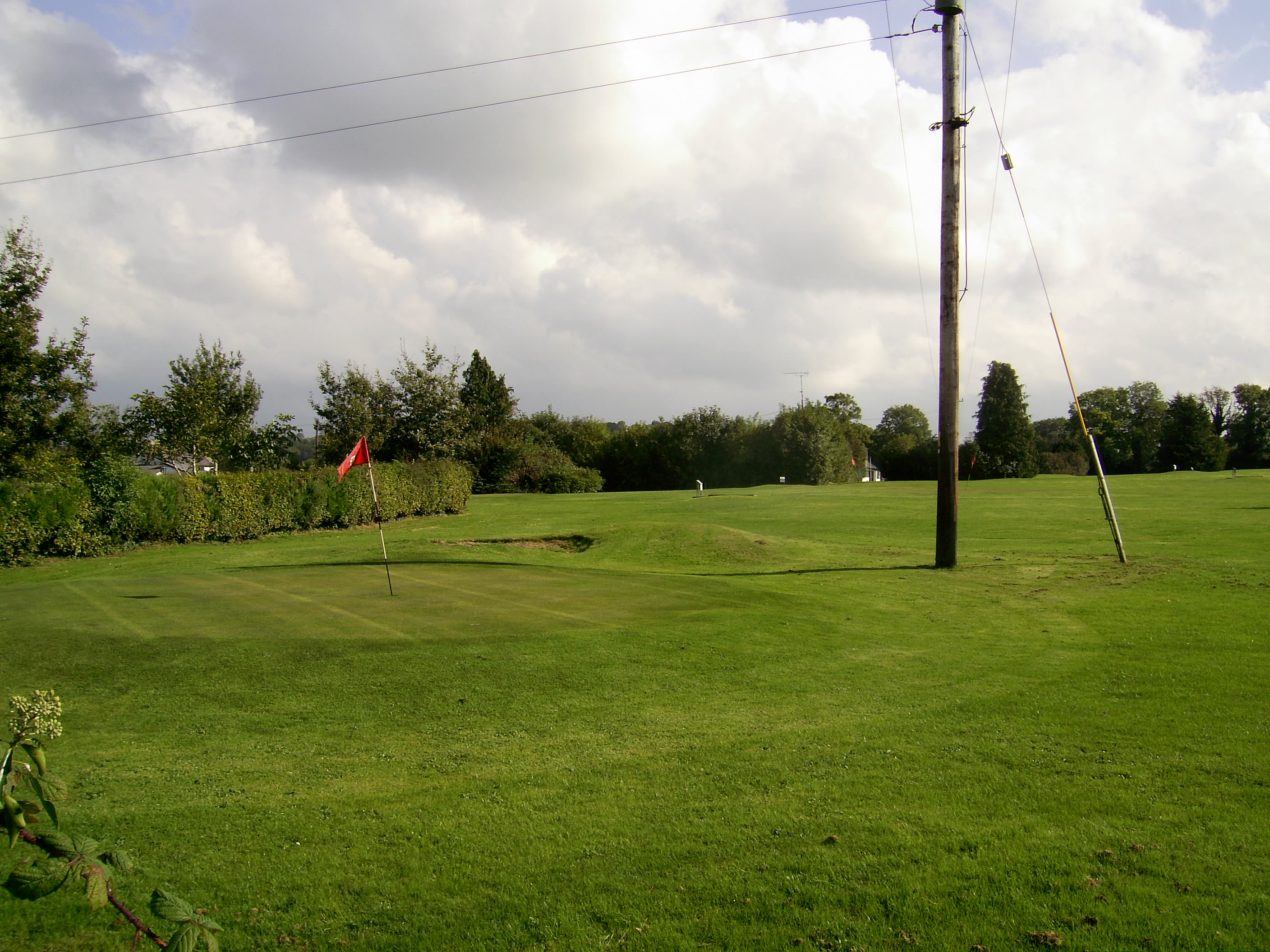
Mini Golf (Pitch & Putt)
Collinstown

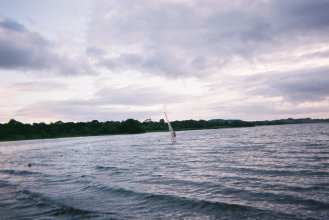
Wind-surfing sur le lac, Lough Lene

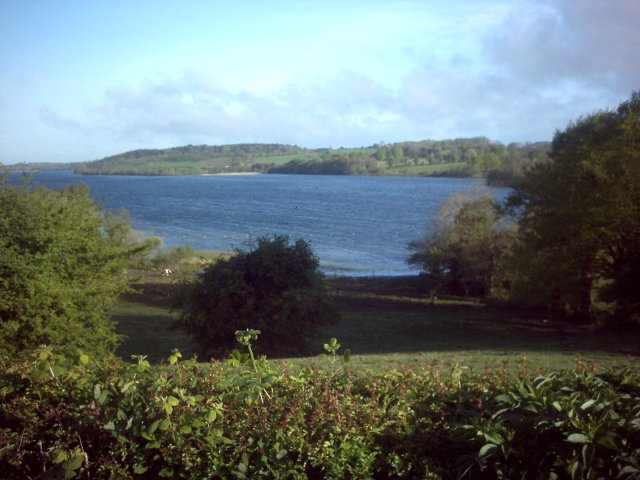
Lough Lene The Cut

la baignade, driveurs, planche à voile pour les débutants et la pêche (autorisée).
Pitch and Putt Minigolf le club de Collinstown est également un arrêt incontournable pour de nombreux touristes européens.

## Industrie
Depuis 1964, l'entreprise IRALCO (Irish Aluminium) située dans le domaine de Barbavilla réalise des pièces pour des véhicules automobiles pour les fabricants de voitures européennes principalement. Elle emploie le personnel local. 
D'autres industries:
Production de bœuf, de lait,
Production de fromage de chèvre,
Électricité.
Plomberie.

## Personnalités
- Denis ApIvor (1916-2004), compositeur britannique de musique sérielle et médecin, est né à Collinstown.